# Tumorski označevalec
Tumorski označevalec je snov, ki jo izločajo maligne celice različnega izvora. Lahko gre za novonastalo snov, ki je neznačilna za celice v zdravem organizmu, ali pa za snov, ki je v normalnem organizmu prisotna v dosti nižjih koncentracijah. Tumorski označevalci so heterogena skupina snovi, med katere spadajo npr. membranski antigeni, hormoni, encimi ter produkti tumor zavirajočih genov in onkogenov. Klinično so pomembni kot dopolnilo pri diagnostiki raka, tj. pri zaznavanju zasevkov (metastaz), spremljanju poteka bolezni ter odziva na zdravljenje.
Prvi tumorski označevalec je leta 1847 odkril Henry Bence Jones.

## Skupine tumorskih označevalcev
Tumorske označevalce največkrat razdelimo glede na njihove biokemične lastnosti, mesto nastanka ter funkcionalnost na:
- onkofetalne beljakovine – beljakovine v fetalnem tkivu, ki se pojavijo v poznejšem življenju v tumorjih
- hormone in karcinoplacentarne antigene
- encime
- tumor spremljajoče antigene
- posebne serumske proteine
- skupino mešanih označevalcev

Tumorske označevalce lahko razdelimo tudi v diagnostične, prognostične, napovedovalne in presejalne. Diagnostični označevalci, kot je prostatični specifični antigen (PSA), se uporabljajo za zgodnje odkrivanje bolezni in s tem za preprečevanje razsoja bolezni. Prognostični so pomembni za napoved potek bolezni in možnost nastanka zasevkov pri določenih vrstah raka, sorodni tem pa so napovedovalni označevalci za izbiro načina zdravljenja. Presejalni označevalci so pomembni predvsem pri iskanju ogroženih ljudi za razvoj določenega raka.

## Diagnostika raka
Tumorske označevalce najpogosteje določamo v krvi in urinu, lahko pa tudi v tkivih. Najpogostejše metode za določanje v serumu so imunski testi in zaznavanje prenašalne RNA (mRNA) preko verižne reakcije s polimerazo (PCR).
Idealni označevalec, ki bi bil 100 % občutljiv in specifičen za določeno maligno bolezen, ne obstaja. Nizka občutljivost in s tem lažno negativen rezultat je lahko posledica slabe prekrvavitve tumorja, popolnega izostanka tvorbe označevalca, slabega izražanja ali hitrega razpada antigena ter nastajanja imunskih kompleksov. Nizka specifičnost in s tem lažno pozitivni rezultati so lahko posledica benignih stanj, kot so vnetje, nosečnost, menstruacija in laktacija ter obolenja jeter in ledvic, tumorske nekroze ali pa diagnostičnih oz. terapevtskih posegov (npr. rektalni pregled, mamografija, obsevanje in kemoterapija).
Zaradi razlik v vsebnosti posameznih označevalcev naj bi se jih določalo večkrat, idealno bi bilo pred začetkom zdravljenja, med zdravljenjem in po njem. Treba jih je spremljati dlje časa po končanem zdravljenju, saj se tako lahko pravočasno odkrije ponovitev bolezni pred pojavom bolezenskih simptomov oz. znakov. Označevalcev se ne določa pri bolnikih na paliativnem in simptomatskem zdravljenju ter pri tistih, ki pred začetkom zdravljenja in ob napredovanju ali nazadovanju bolezni niso imeli sprememb vrednosti. Raziskave v zadnjih desetletjih so pokazale, da je rak raznolika in zapletena bolezen, kar pomeni, da je pri določenih vrstah raka treba določiti po več označevalcev skupaj, kar ima višjo diagnostično in napovedno vrednost. Spodnja tabela prikazuje nekatere pomembnejše tumorske označevalce in vrste rakastih bolezni, za katere se dotični označevalec najpogosteje uporablja.
| Tumorski označevalec                 | Vrsta označevalca          | Vrsta raka                                                     |
| ------------------------------------ | -------------------------- | -------------------------------------------------------------- |
| karcinoembrionalni antigen (CEA)     | onkofetalni protein        | rak debelega črevesa, želodca in trebušne slinavke             |
| alfa-feto protein                    | onkofetalni protein        | hepatocelularni karcinom                                       |
| horiogonadotropin                    | hormon                     | rak moda, jajčnikov, horiokarcinom in drugi germinalni tumorji |
| karcinomski antigen CA 19-9          | tumor spremljajoči antigen | rak želodca, trebušne slinavke, žolčnika                       |
| karcinomski antigen CA 125           | tumor spremljajoči antigen | rak jajčnikov                                                  |
| nevronska specifična enolaza (NSE)   | encim                      | drobnocelični pljučni rak, nevroblastom                        |
| prostatični specifični antigen (PSA) | tumor spremljajoči antigen | rak prostate                                                   |
| S-100                                | serumski protein           | nevrinom, glioblastom, astrocitom, meningeom, melanom          |
| HER-2/neu                            | receptor rastnega faktorja | rak dojk                                                       |